# Шандал
Шандал (словац. Šandal) — село в Словаччині, Стропковському окрузі Пряшівського краю. Розташоване в північно-східній частині Словаччини, біля р. Ондава.
Уперше згадується у 1427 році.

## Храми
У селі є греко-католицька церква Покрови Пресвятої Богородиці з 1700 року в стилі бароко та римо-католицький костел Внебовзяття Діви Марії з 20 століття.

## Населення
| Рік:            | 1994. | 2004.   | 2014. | 2024.   |
| --------------- | ----- | ------- | ----- | ------- |
| Кількість осіб: | 315   | 300     | 312   | 318     |
| Різниця:        |       | -4,76 % | +4 %  | +1,92 % |

| Рік:            | 2023. | 2024.   |
| --------------- | ----- | ------- |
| Кількість осіб: | 316   | 318     |
| Різниця:        |       | +0,63 % |

В селі проживає 308 осіб.
У 1880 році в селі проживали 222 особи, з них 143 особи вказали рідною мовою русинську, 8 словацьку, 34 німецьку, 6 іншу, 28 були чужинцями а 2 німі. Релігійний склад: 131 греко-католиків, 61 римо-католиків, 30 юдеїв.
У 1910 році в селі проживало 249 осіб, з них 214 осіб вказало рідною мовою словацьку, 15 німецьку, 12 угорську, 8 іншу. Релігійний склад: 136 греко-католиків, 87 римо-католиків, 26 юдеїв. 
Національний склад населення (за даними останнього перепису населення — 2001 року):
- словаки — 98,36%
- русини — 0,99%
- чехи — 0,33%
- українці — 0,33%

Склад населення за приналежністю до релігії станом на 2001 рік:
- римо-католики — 52,30%,
- греко-католики — 43,09%,
- православні — 4,28%,
- протестанти — 0,33%,